# 24-Stunden-Rennen von Spa-Francorchamps 1983

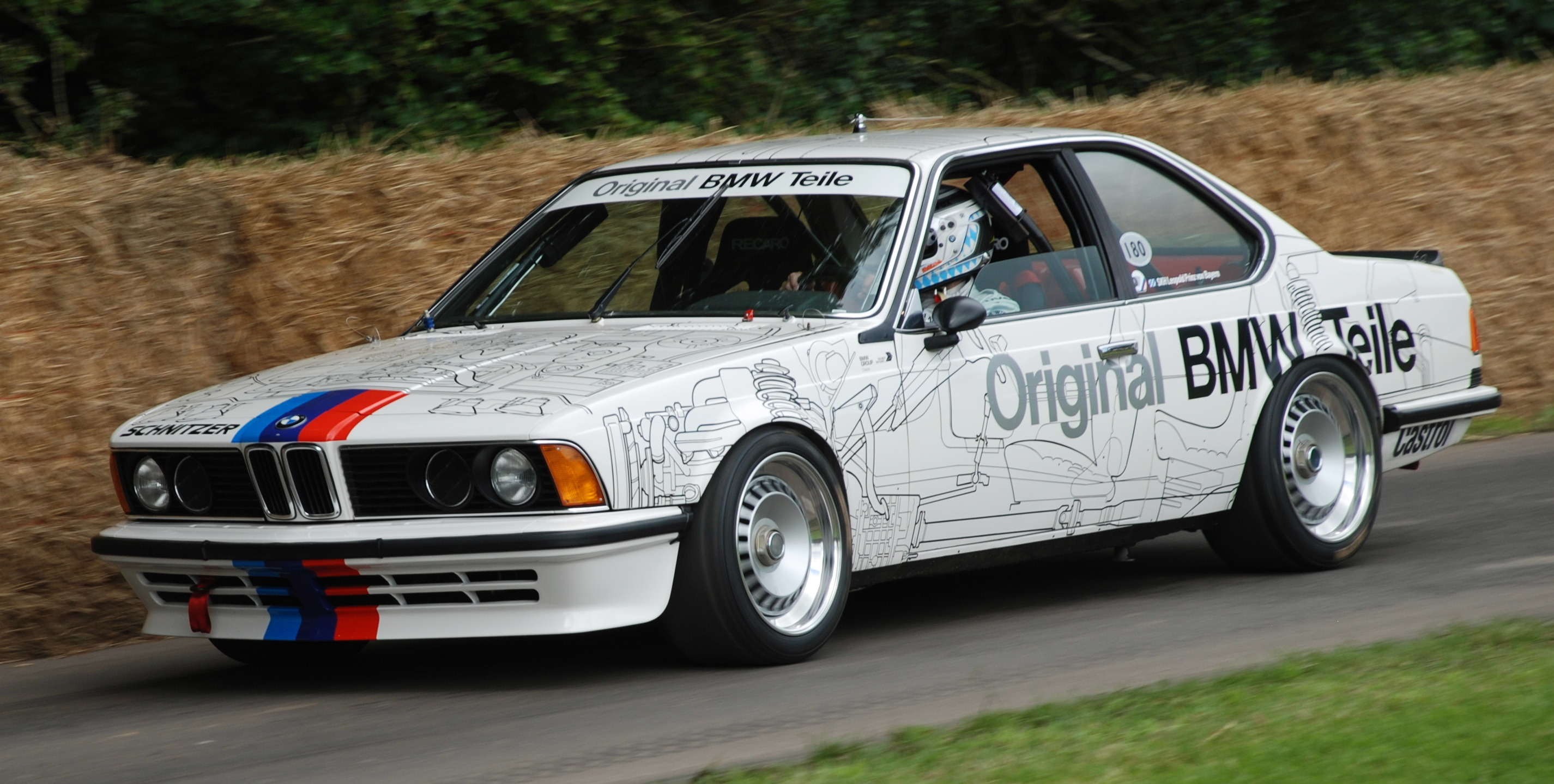
Siegerwagenmodell BMW 635 CSi

Das 35. 24-Stunden-Rennen von Spa-Francorchamps, auch 24 Heures de Francorchamps, fand vom 30 Juli. bis 31. Juli 1983 auf dem Circuit de Spa-Francorchamps statt und war der zehnte Wertungslauf der Tourenwagen-Europameisterschaft dieses Jahres.

## Das Rennen
Die 35. Auflage des 24-Stunden-Rennens endete mit einem Erfolg des BMW 635 CSi des Bastos Juma Racing Teams, gefahren von Thierry Tassin, Hans Heyer und Armin Hahne. Der Versprung auf den zweitplatzierten Schnitzer-BMW von Dieter Quester, Manfred Winkelhock und Carlo Rossi war deutlich und betrug im Ziel acht Runden. Neben der professionellen Vorbereitung des Rennwagens und der risikolosen Fahrweise der drei Piloten halfen dem Team die Ausfälle der Konkurrenz. Der lange Zeit führende BMW von Helmut Kelleners, Umberto Grano und Johnny Cecotto fiel aus, ebenso die beiden von Tom Walkinshaw gemeldeten Jaguar XJ-S und der zweite Schnitzer-BMW von Hans-Joachim Stuck, Walter Brun und Harald Grohs.

## Ergebnisse

### Schlussklassement
| 1               | Div. 3 | 21 | Bastos Juma Racing Team         | Thierry Tassin Hans Heyer Armin Hahne                           | BMW 635 CSi              | 488 |
| 2               | Div. 3 | 4  | Team Schnitzer Eterna           | Dieter Quester Manfred Winkelhock Carlo Rossi                   | BMW 635 CSi              | 480 |
| 3               | Div. 3 | 20 | Austin Rover Group TWR          | Jeff Allam Peter Lovett Steve Soper                             | Rover Vitesse            | 477 |
| 4               | Div. 3 | 18 | Team Michel Vaillant            | Alain Semoulin Bernard de Dryver Guy Pirenne                    | Ford Capri III 3.0S      | 473 |
| 5               | Div. 3 | 36 | Raeti Corse                     | Marcello Cipriani Daniele Toffoli Massimo Siena                 | BMW 635 CSi              | 458 |
| 6               | Div. 2 | 41 | Scuderia Autolodi Corse S.r.l.  | Rinaldo Drovandi Gianfranco Brancatelli Emilio Rodriguez Zapico | Alfa Romeo Alfetta GTV/6 | 455 |
| 7               | Div. 3 | 9  | Lucky Strike Team Delcourt      | Philippe Bervoets Francois-Xavier Boucher Philippe Hoebeke      | BMW 528i                 | 447 |
| 8               | Div. 2 | 45 | Jolly Club Milano               | Antonio Palma Joe Bigliazzi Dagmar Suster                       | Alfa Romeo Alfetta GTV/6 | 444 |
| 9               | Div. 3 | 29 | Philippe van de Velde           | Robert Hanon Philippe van de Velde                              | Ford Capri III 3.0S      | 442 |
| 10              | Div. 3 | 27 | Waterloo Motors Racing Gitanes  | François Hesnault Pierre-François Rousselot Dermagne            | BMW 635 CSi              | 439 |
| 11              | Div. 2 | 42 | Luigi Racing                    | Maurizio Micangeli Marcello Gallo Marco Curti                   | Alfa Romeo Alfetta GTV/6 | 437 |
| 12              | Div. 3 | 32 | Ducal IRS Euromotor Racing      | Jean-Jacques Feider Romain Wolff Alain Beauchef                 | Ford Capri III 3.0S      | 434 |
| 13              | Div. 3 | 35 | Renstal Excelsior               | Cyril Raes François Verhaegen Dirk van Rompuy                   | BMW 528i                 | 433 |
| 14              | Div. 2 | 48 | Dutch National Racing Team      | Hans van der Beek Fred Frankenhout Henny Hemmes                 | Mazda RX-7               | 428 |
| 15              | Div. 1 | 68 | IMC Toyota                      | Claude Holvoet Pierre van Hourck Jean-Pierre Jacquemin          | Toyota Corolla           | 425 |
| 16              | Div. 2 | 50 | Belgian Audi VW Club            | Franz Dubois Dominique Schwarts William de Braekeleer           | Audi 4000                | 421 |
| 17              | Div. 3 | 33 | De Bokkenrijders                | Paul Simons Valentin Simons Frank de Caluwé                     | Ford Capri III 3.0S      | 420 |
| 18              | Div. 1 | 66 | IMC Toyota                      | Pierre Baert Daniel Holvoet Philippe de Leener                  | Toyota Corolla           | 418 |
| 19              | Div. 1 | 64 | Belgian Audi VW Club            | Michel Maillien Christian Renard Yvan Jamotte                   | VW Scirocco              | 417 |
| 20              | Div. 1 | 60 | RAS Sport Belgian Audi VW Club  | Philippe Ménage Pierre-Alain Thibaut André Hardy                | VW Scirocco GTi          | 415 |
| 21              | Div. 1 | 70 | Hartmann Motorsport             | Jürgen Zerha Georg Weber                                        | VW Golf GTI              | 415 |
| 22              | Div. 1 | 67 | IMC Toyota                      | José Close X. Ide Jacques Janssens                              | Toyota Corolla           | 397 |
| Ausgefallen     |        |    |                                 |                                                                 |                          |     |
| 23              | Div. 1 | 63 | Belgian Audi VW Club            | Pierre Fermine Serge de Liedekerke Guy Katsers                  | VW Golf GTI              |     |
| 24              | Div. 3 | 12 | Michel De Deyne Serge Power     | Marc Duez Michel De Deyne Hervé Regout                          | Mercedes 450 SLC         |     |
| 25              | Div. 3 | 1  | Eggenberger BMW Italia          | Helmut Kelleners Umberto Grano Johnny Cecotto                   | BMW 635 CSi              |     |
| 26              | Div. 3 | 7  | TWR Jaguar Racing with Motul    | Martin Brundle Win Percy Enzo Calderari                         | Jaguar XJ-S              |     |
| 27              | Div. 3 | 11 | Hartge Motorsport               | Fritz Müller Frans Lubin Freddy Fruhauf                         | BMW 635 CSi              |     |
| 28              | Div. 3 | 5  | SJA Texaco Racing               | Thierry Boutsen Claude Ballot-Léna Thierry Sabine               | BMW 635 CSi              |     |
| 29              | Div. 3 | 10 | Hartge Motorsport               | Zdenek Vojtech Bretislav Enge Herbert Hartge                    | BMW 635 CSi              |     |
| 30              | Div. 3 | 28 | Waterloo Motors Racing Gitanes  | Jean-Pierre Jaussaud Xavier Lapeyre Philippe Haezebrouck        | BMW 635 CSi              |     |
| 31              | Div. 1 | 75 | East Belgian Racing Team        | Edgar Dören Michael Pöschke Marc Venstermans                    | VW Scirocco              |     |
| 32              | Div. 2 | 40 | Luigi Racing Imberti Jolly Club | Lella Lombardi Giancarlo Naddeo Roberto Marazzi                 | Alfa Romeo Alfetta GTV/6 |     |
| 33              | Div. 3 | 19 | Austin Rover Group TWR          | Eddy Joosen René Metge Steve Soper                              | Rover Vitesse            |     |
| 34              | Div. 3 | 22 | Bastos Juma Racing Team         | Jean-Louis Schlesser Jean Xhenceval Claude Bourgoignie          | BMW 635 CSi              |     |
| 35              | Div. 3 | 17 | Team Michel Vaillant            | Jean-Marie Pirnay Francy Lacroix Alain Semoulin                 | Ford Capri III 3.0S      |     |
| 36              | Div. 3 | 6  | TWR Jaguar Racing with Motul    | Tom Walkinshaw Pierre Dieudonné                                 | Jaguar XJ-S              |     |
| 37              | Div. 1 | 76 | East Belgian Racing Team        | Alfons Hohenester Axel Huweler Nico Demuth                      | VW Golf GTI              |     |
| 38              | Div. 2 | 43 | Luigi Racing                    | Giorgio Francia Georges Cremer Mario Ketterer                   | Alfa Romeo Alfetta GTV/6 |     |
| 39              | Div. 3 | 15 | Lucky Strike Team               | Dominique Fornage Roger Dorchy Jean-Marc Smadja                 | BMW 635 CSi              |     |
| 40              | Div. 3 | 23 | Ford Belga Team CC Racing       | Philippe Martin Jean-Michel Martin Vince Woodman                | Ford Mustang             |     |
| 41              | Div. 2 | 44 | Jolly Club Milano               | Raymond van Hove André Lierneux Francis Polak                   | Alfa Romeo Alfetta GTV/6 |     |
| 42              | Div. 1 | 62 | RAS Sport Belgian Audi VW Club  | Daniël Herregods Willi Bergmeister Manfred Trint                | VW Scirocco GTI          |     |
| 43              | Div. 2 | 51 | Belgian Audi VW Club            | Heinz-Friedrich Peil Frank Jelinski Lucien Demol                | VW Golf 1.8              |     |
| 44              | Div. 1 | 72 | Votex Team Seikel               | Peter Seikel Lothar Schörg Hans-Joachim Nowak                   | Audi 80                  |     |
| 45              | Div. 3 | 25 | Waterloo Motors Racing Gitanes  | Dany Snobeck Alain Cudini Alain Peltier                         | BMW 635 CSi              |     |
| 46              | Div. 3 | 8  | Lucky Strike Team Delcourt      | Michel Delcourt Marco Vanoli Jean-Marie Baert                   | BMW 635 CSi              |     |
| 47              | Div. 1 | 74 | Belgian Audi VW Club            | Bernard Carlier Guy Nève Reynald Martin                         | VW Scirocco              |     |
| 48              | Div. 1 | 65 | Belgian Audi VW Club            | Pierre Jamin Pierre de Thoisy Michel Chapel                     | VW Scirocco              |     |
| 49              | Div. 3 | 14 | Waterloo Motors Racing Gitanes  | Jean-Louis Bos Jean-Christian Duby Jean Krucker                 | BMW 635 CSi              |     |
| 50              | Div. 1 | 61 | RAS Sport Belgian Audi VW Club  | Dirk Vermeersch Christian Lefort Alex Guyaux                    | VW Scirocco              |     |
| 51              | Div. 2 | 49 | Kissling Motorsport             | Wolfgang Offermann Christoph Esser Robert Barasse               | Opel Manta               |     |
| 52              | Div. 3 | 24 | Bastos Juma Racing Team         | Lucien Guitteny Gérard Bleynie Jacques Guérin                   | BMW 635 CSi              |     |
| 53              | Div. 3 | 3  | Team Schnitzer Eterna           | Hans-Joachim Stuck Walter Brun Harald Grohs                     | BMW 635 CSi              |     |
| 54              | Div. 1 | 69 | Auto-Veri Berlin                | Jürgen Hamelmann Karl Mauer Franz-Josef Bröhling                | Ford Escort RS 1600i     |     |
| 55              | Div. 1 | 73 | Toyota Team Denmark             | John Nielsen Jørgen Poulsen Erik Høyer                          | Toyota Corolla           |     |
| 56              | Div. 3 | 30 | Dutch National Racing Team      | Bert Moritz Berend Oeberius Kapteyn Pascal Witmeur              | Chevrolet Camaro         |     |
| 57              | Div. 3 | 16 | Willy Maljean                   | Jean Eggericx Willy Maljean Jean Wansart                        | BMW 528i                 |     |
| Nicht gestartet |        |    |                                 |                                                                 |                          |     |
| 58              | Div. 3 | 28 | Serge Power                     | Patrick Nève Jean-Claude Lagniez                                | Chevrolet Camaro         | 1   |

1 im Training disqualifiziert

### Nur in der Meldeliste
Hier finden sich Teams, Fahrer und Fahrzeuge, die ursprünglich für das Rennen gemeldet waren, aber aus den unterschiedlichsten Gründen daran nicht teilnahmen.
| Pos. | Klasse | Nr. | Team                   | Fahrer                                           | Chassis                  |
| ---- | ------ | --- | ---------------------- | ------------------------------------------------ | ------------------------ |
| 59   | Div. 3 | 31  | Ducal IRS Euromotor R. | Jean Rondeau Romain Feitler Jean-Jacques Felder  | Ford Mustang             |
| 60   | Div. 3 | 34  | URRT                   | Franky van Mechelen Roger van Peteghem T. Frenay | Ford Capri III 3.0S      |
| 61   | Div. 2 | 46  | Jolly Club Milano      | Anton Fischhaber Mario Ketterer                  | Alfa Romeo Alfetta GTV/6 |
| 62   | Div. 2 | 47  | Jean Vignon            | Jean-Pierre Damais E. Burzio Jean Vignon         | BMW 323i                 |
| 63   | Div. 1 | 71  | Scuderia Calanda       | Peter Ulmann Edi Kamm H. Leezer                  | Ford Escort RS1600i      |
| 64   | Div. 1 | 77  | Belgian Audi VW Club   | Vic Elford Bernard Winderickx Bernard Carlier    | VW Golf GTi              |

### Klassensieger
| Klasse | Fahrer           | Fahrer                 | Fahrer                  | Fahrzeug                 | Platzierung im Gesamtklassement |
| ------ | ---------------- | ---------------------- | ----------------------- | ------------------------ | ------------------------------- |
| Div. 3 | Thierry Tassin   | Hans Heyer             | Armin Hahne             | BMW 635 CSi              | Gesamtsieg                      |
| Div. 2 | Rinaldo Drovandi | Gianfranco Brancatelli | Emilio Rodriguez Zapico | Alfa Romeo Alfetta GTV/6 | Rang 6                          |
| Div. 1 | Claude Holvoet   | Pierre van Hourck      | Jean-Pierre Jacquemin   | Toyota Corolla           | Rang 15                         |

### Renndaten
- Gemeldet: 64
- Gestartet: 57
- Gewertet: 22
- Rennklassen: 3
- Zuschauer: 100.000
- Wetter am Renntag: warm und trocken
- Streckenlänge: 6,939 km
- Fahrzeit des Siegerteams: 24:01:05,270 Stunden
- Gesamtrunden des Siegerteams: 488
- Gesamtdistanz des Siegerteams: 3386,232 km
- Siegerschnitt: 138,875 km/h
- Pole Position: Tom Walkinshaw – Jaguar XJ-S (#6) – 2:45,460
- Schnellste Rennrunde: Umberto Grano – BMW 635 CSi (#1) – 2:47,880 - 149,014 km/h
- Rennserie: 10. Lauf zur Tourenwagen-Europameisterschaft 1983